# Атаман Адам Іванович
Адам Іванович Атаман (4 жовтня 1920, Видава — 9 жовтня 1991, Вінниця) — радянський офіцер, Герой Радянського Союзу, в роки німецько-радянської війни командир взводу 795-го стрілецького полку 228-ї стрілецької дивізії 53-ї армії 2-го Українського фронту, лейтенант.

## Біографія
Народився 4 жовтня 1920 року в селі Видава Волочиського району Кам'янець-Подільської (нині Хмельницької) області в сім'ї селянина. Українець. Закінчив 5 класів сільської школи. Працював у колгоспі імені М. І. Калініна.
У Червоній Армії з 7 листопада 1940 року. Був курсантом Ленінградського військово-інженерного училища, а з серпня 1941 року — курсантом полкової школи 309-го навчального стрілецького полку в місті Арзамас.
У боях німецько-радянської війни з січня 1942 року. У 1942 році закінчив курси молодших лейтенантів. Був червоноармійцем, командиром стрілецької роти і взводу. Воював на Калінінському, Волховському, Південно-Західному, 4-му, 3-му, і 2-му Українських фронтах. У боях 6 разів поранений.
Брав участь:
- У Великолуцькій операції, у тому числі у визволенні міст Андреаполь, Торопець, в боях з прориву блокади Ленінграда в районі міста Любань — в 1942 році;
- В боях по звільненню Донбасу, в тому числі у форсуванні річки Сіверський Донець, у визволенні міст Бахмут, Горлівка, в боях проти Нікопольського плацдарму — у 1943 році;
- В Одеській операції, у форсуванні річки Дністер з завоюванням плацдарму, в Яссько-Кишинівській операції, звільненні Румунії та Угорщини, у форсуванні річки Тиса із завоюванням плацдарму — у 1944 році.

Відзначився 9 жовтня 1944 року. Його взвод у складі роти переправився на правий берег річки Тиса. Захопивши понтони і знищивши батарею 75-міліметрових гармат противника, рота сприяла форсування річки полком. 11 жовтня 1944 року в бою при утриманні плацдарму був поранений.
Указом Президії Верховної Ради СРСР від 24 березня 1945 року за зразкове виконання бойових завдань командування на фронті боротьби з німецько-фашистськими загарбниками і проявлені при цьому мужність і героїзм лейтенантові Атаману Адаму Івановичу присвоєно звання Героя Радянського Союзу з врученням ордена Леніна і медалі «Золота Зірка» (№ 8610).
Після війни продовжував службу в армії на посадах командира стрілецької роти 90-го окремого батальйону з супроводу військових вантажів в місті Баку, потім окремого батальйону 29-ї стрілецької дивізії в місті Саратов, а також інструктора всеобучу Кінельського райвійськкомату Куйбишевської області. Член КПРС з 1949 року. У 1947 році закінчив Курси удосконалення офіцерів піхоти в місті Ульяновськ, в 1955 році — Окружні курси удосконалення офіцерського складу Уральського військового округу. З 1953 року служив командиром роти в 21-ї окремої стрілецької бригади, з 1955 року — начальником колони 1077-го військово-будівельного загону Приволзького військового округу.
З 1957 року капітан А. І. Атаман — в запасі. Жив у місті Красноярськ, працював майстром цеху заводу радіотехнічної апаратури. Після виходу на пенсію переїхав в Україну. Жив у місті Вінниця. Помер 9 жовтня 1991 року. Похований на Центральному кладовищі у Вінниці.

## Нагороди
Нагороджений орденами Леніна (24.03.1945), Вітчизняної війни 1-го ступеня (6.04.1985), медалями «За бойові заслуги» (15.11.1951), «За оборону Ленінграда», «За перемогу над Німеччиною», «ХХХ років РА і ВМФ».